# Viktor Paço
Viktor Paço (né le 14 février 1974 à Vlorë en Albanie) est un footballeur international albanais qui jouait au poste d'attaquant.
Actuellement, il vit aux États-Unis où il entraîne des équipes de football de jeunes dans les alentours de Rochester.